# Podhorodne (obwód lwowski)
Podhorodne albo Folwarki (ukr. Підгороднє, Pidhorodnie) – wieś na Ukrainie, w obwodzie lwowskim, w rejonie złoczowskim. Wieś liczy 1404 mieszkańców.
Do 1946 roku nosiła nazwę Folwarki (ukr. Фільварки, Filwarky).
W II Rzeczypospolitej miejscowość była siedzibą gminy wiejskiej Folwarki w powiecie złoczowskim województwa tarnopolskiego. 
W 1913 r. w Folwarkach urodził się podporucznik piechoty rezerwy Wojska Polskiego Józef Macedoński syn Jana i Anny z Jabłońskich, ofiara zbrodni katyńskiej zamordowana w Charkowie.

Sławne są w Folwarkach wiśnie, duże łutowe, zwane tu morelami